# Adorant

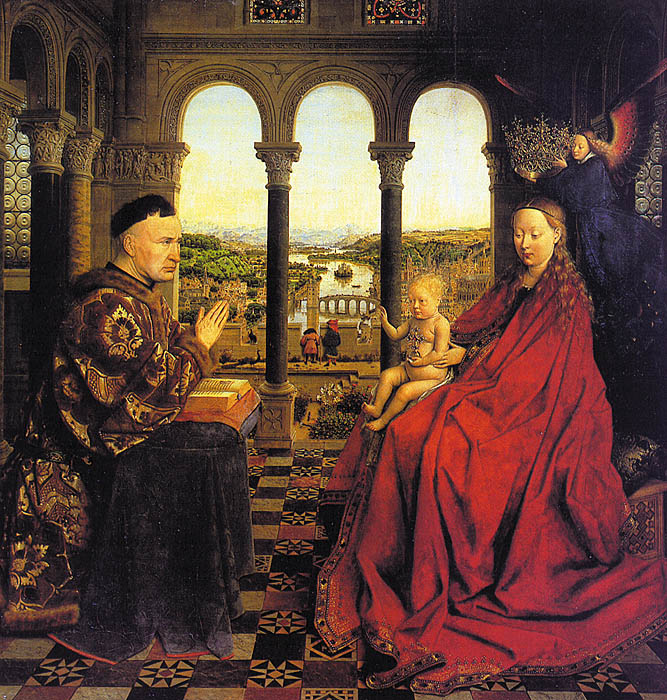
"De Maagd van kanselier Rolin" door Jan van Eyck. De kanselier staat afgebeeld als adorant.

Het woord adorant (ook orans of orant) is afkomstig van adoreren, d.i. aanbidden of vereren. De houding die men daarbij aanneemt was vroeger met de handen geheven (vergelijk het priesterritueel tijdens het misoffer). Op vele schilderingen (van onder andere Bijbelse taferelen) en grafmonumenten worden gestalten aangetroffen in een of andere aanbiddingshouding; men noemt deze 'adoranten'.
Heden ten dage vouwt men de handen bij het gebed.
Op oude rotstekeningen in Scandinavië (Bronstijd, zo'n 3000 jaar geleden) worden soms figuren aangetroffen met opgeheven armen, die men daarom adoranten noemt.

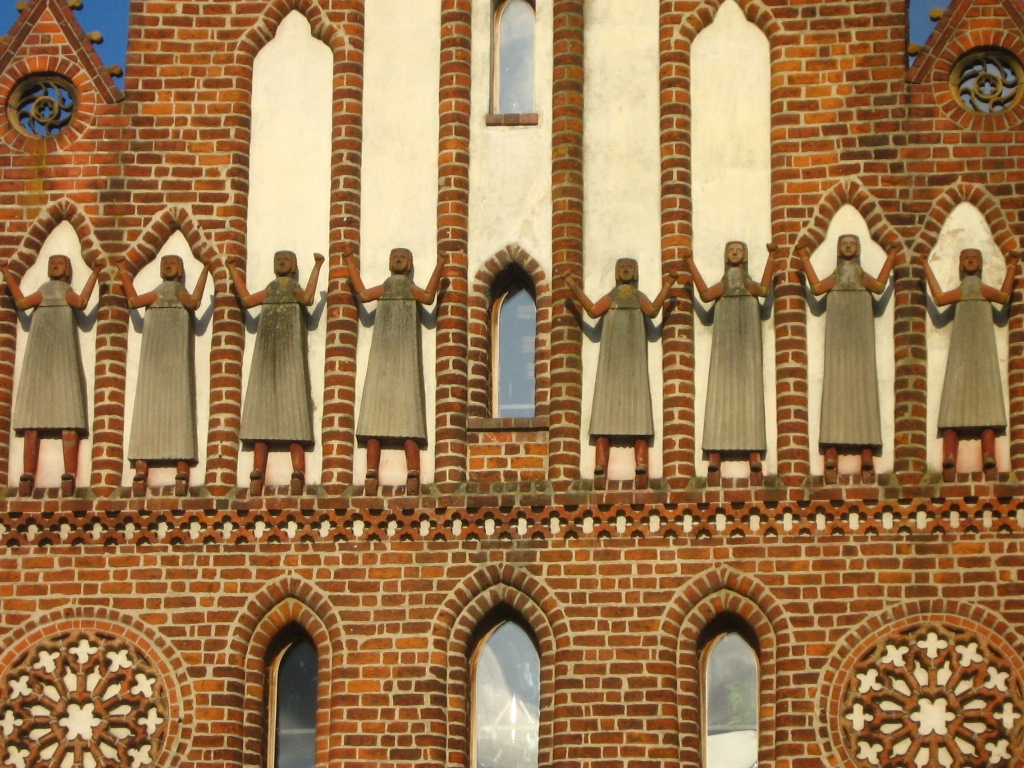
Moderne uitvoering op de Neue Tor in Neubrandenburg